# Inmigración árabe en Argentina
Se denomina inmigración árabe en Argentina al proceso de inmigración desde los países árabes hacia la República Argentina. En la actualidad, la inmigración árabe en Argentina es la tercera no americana más numerosa de ese país; la comunidad más fuerte es la siria, luego la libanesa, luego le siguen la egipcia, la marroquí y la palestina. De los 3,5 millones de personas que son árabes o descendientes de ellos, alrededor de 400 000 son musulmanes y el resto de esta comunidad es, mayormente, cristiana.

## Historia

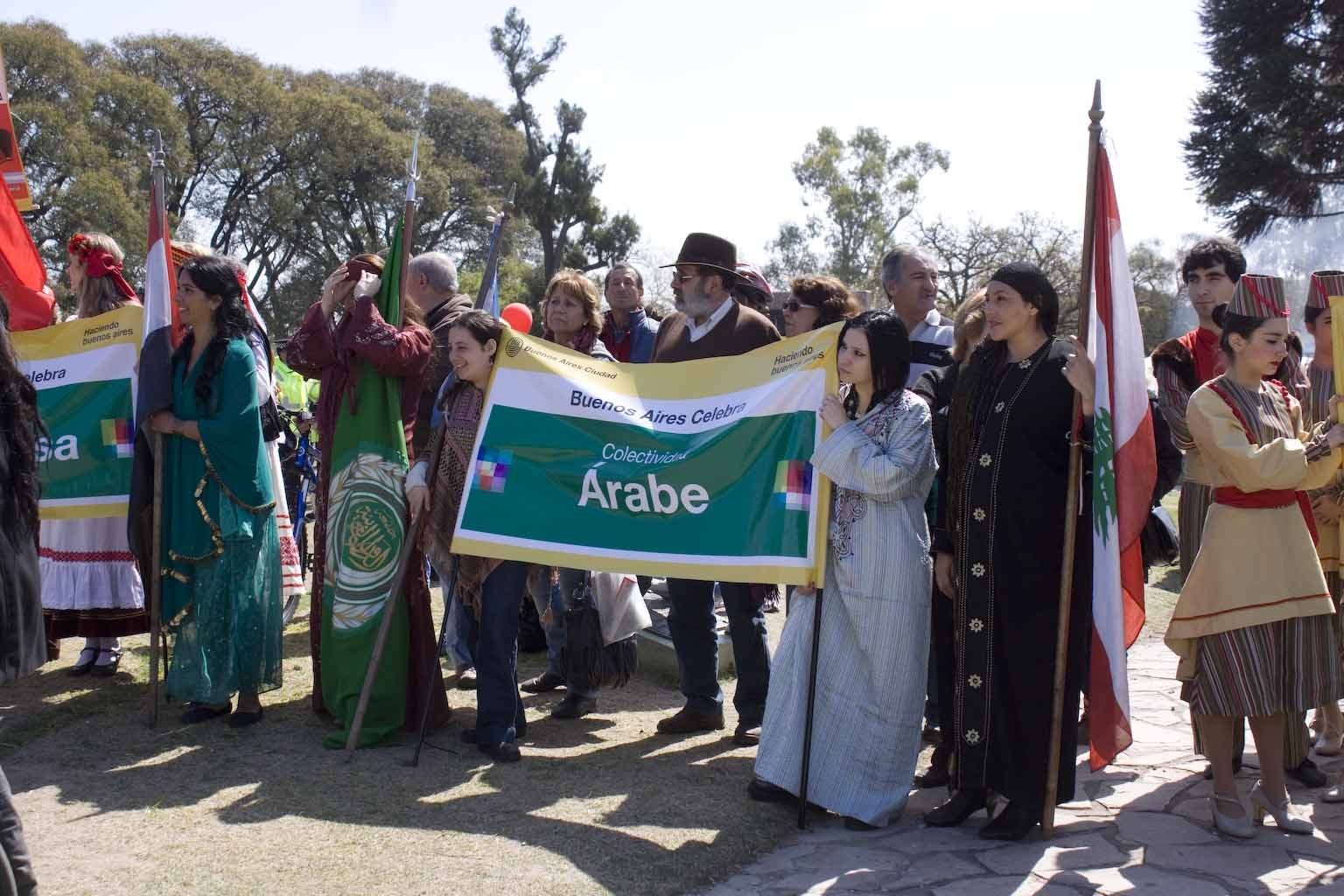
Argentinos de ascendencia árabe durante el Día del Inmigrante en Buenos Aires.

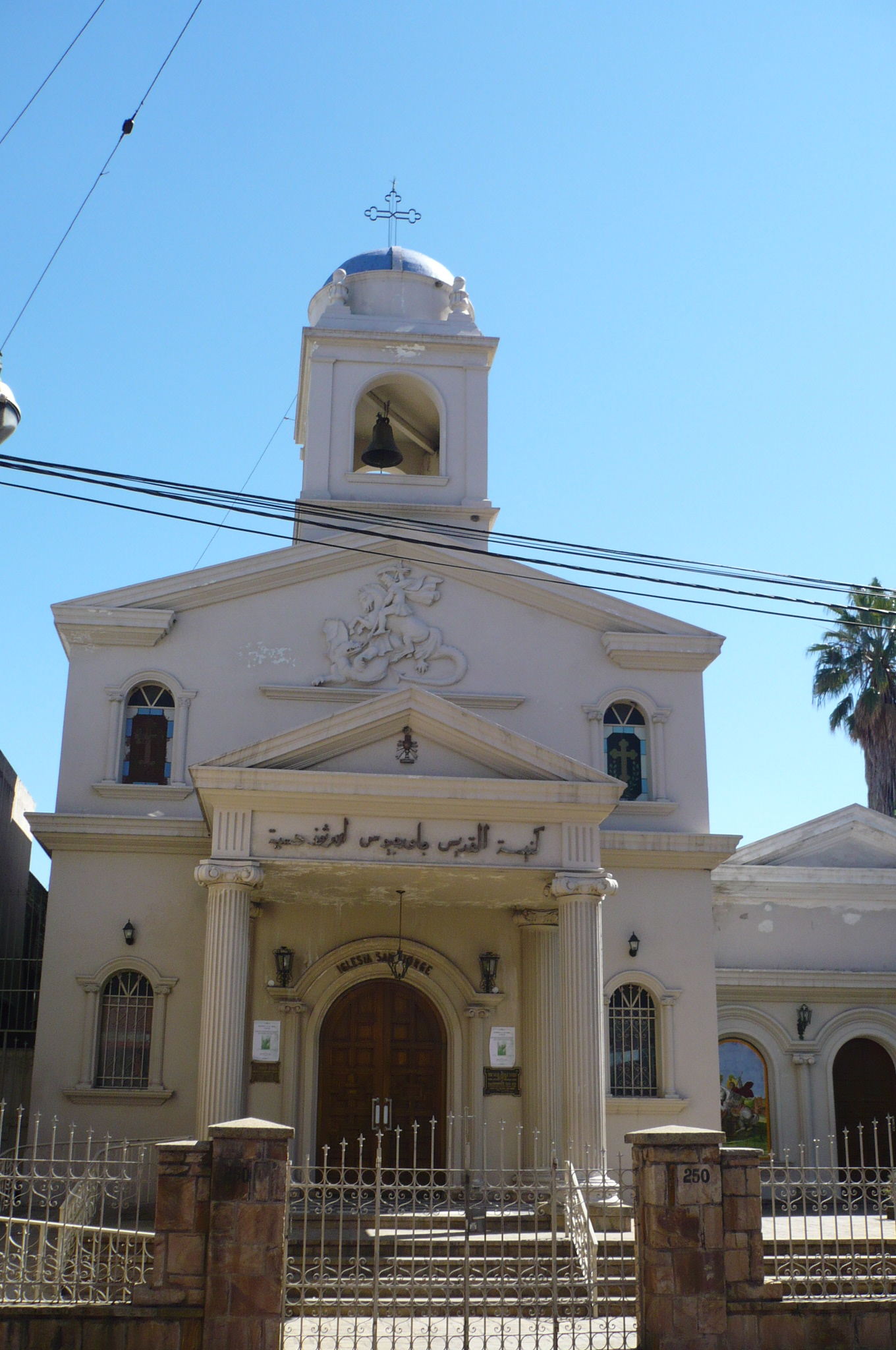
La Iglesia San Jorge de la ciudad de Salta, de rito ortodoxo antioqueño.

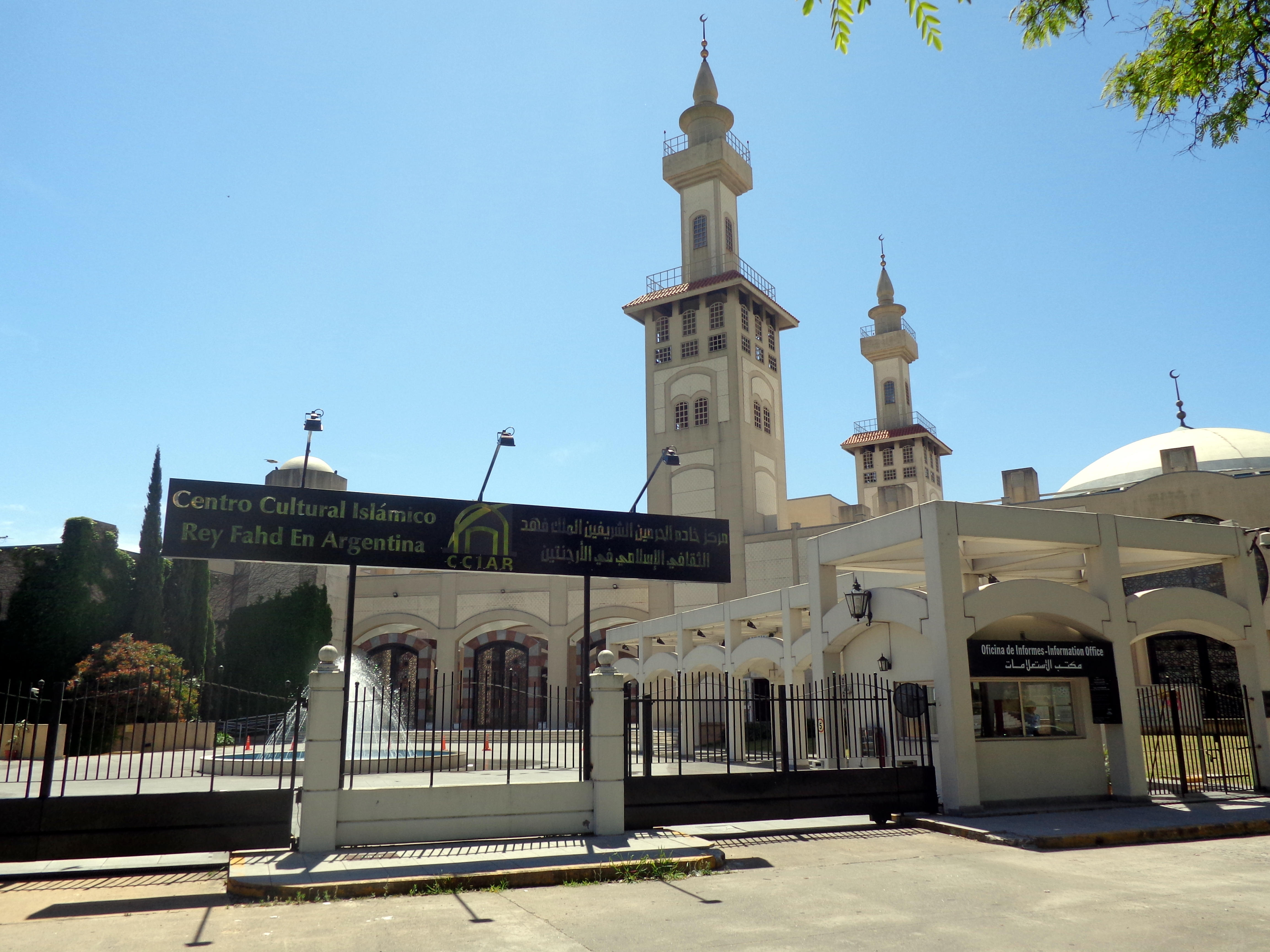
El Centro Cultural Islámico Rey Fahd en Buenos Aires.

Los primeros inmigrantes árabes arribaron a Argentina en la década de 1860 y provenían del Imperio otomano, que ejercía presión sobre árabes cristianos y árabes musulmanes chiitas. Debido a esto, los árabes que llegaban a la Argentina eran erróneamente conocidos como "turcos", ya que provenían de tierras bajo dominio otomano. Las autoridades de la Sublime Puerta se vieron afectadas durante el siglo XIX por las migraciones internas dentro de sus fronteras. Las olas migratorias comenzaron en 1850, cuando miles de personas oriundas de Siria, Líbano y Palestina decidieron emigrar hacia América huyendo de la miseria y las guerras internas de sus zonas de origen. Estos emigrantes se asentaron principalmente en Estados Unidos, Brasil, Argentina, Colombia, Venezuela y Chile, en Argentina se asentaron en Buenos Aires, Córdoba y en pequeñas ciudades del norte argentino. El tráfico de inmigrantes provenientes de Medio Oriente siguió aumentando año a año hasta que en 1912 la cantidad de inmigrantes disminuyó considerablemente.
En 1940 el número de inmigrantes árabes provenientes de Siria y Líbano aumentó nuevamente debido a que los jóvenes eran reclutados para luchar en la Segunda Guerra Mundial (en ese entonces Siria y Líbano eran colonias francesas). Este número aumentó aún más durante la Guerra Civil del Líbano, que comenzó en 1958. El número de inmigrantes disminuyó drásticamente durante la caída de gobierno de Juan Domingo Perón, debido a la mala situación económica del país y al boom petrolero ocurrido en los países árabes.
Desde la década de 1990 hasta la actualidad, el número de inmigrantes árabes se mantiene estable; estos nuevos inmigrantes proceden principalmente de Siria, Marruecos, Palestina e Irak y la mayoría de ellos se asientan en las ciudades de Buenos Aires, Córdoba, San Miguel de Tucumán, Santiago del Estero, Salta, Rosario, Mendoza o San Luis.
En Argentina existen nueve mezquitas, tres de ellas en Buenos Aires, entre ellas el Centro Cultural Islámico Rey Fahd, inaugurado en 2000 de línea salafita, que es el templo islámico más grande de América Latina. La primera mezquita en el país se construyó en 1985.

## Colectividades árabes en Argentina

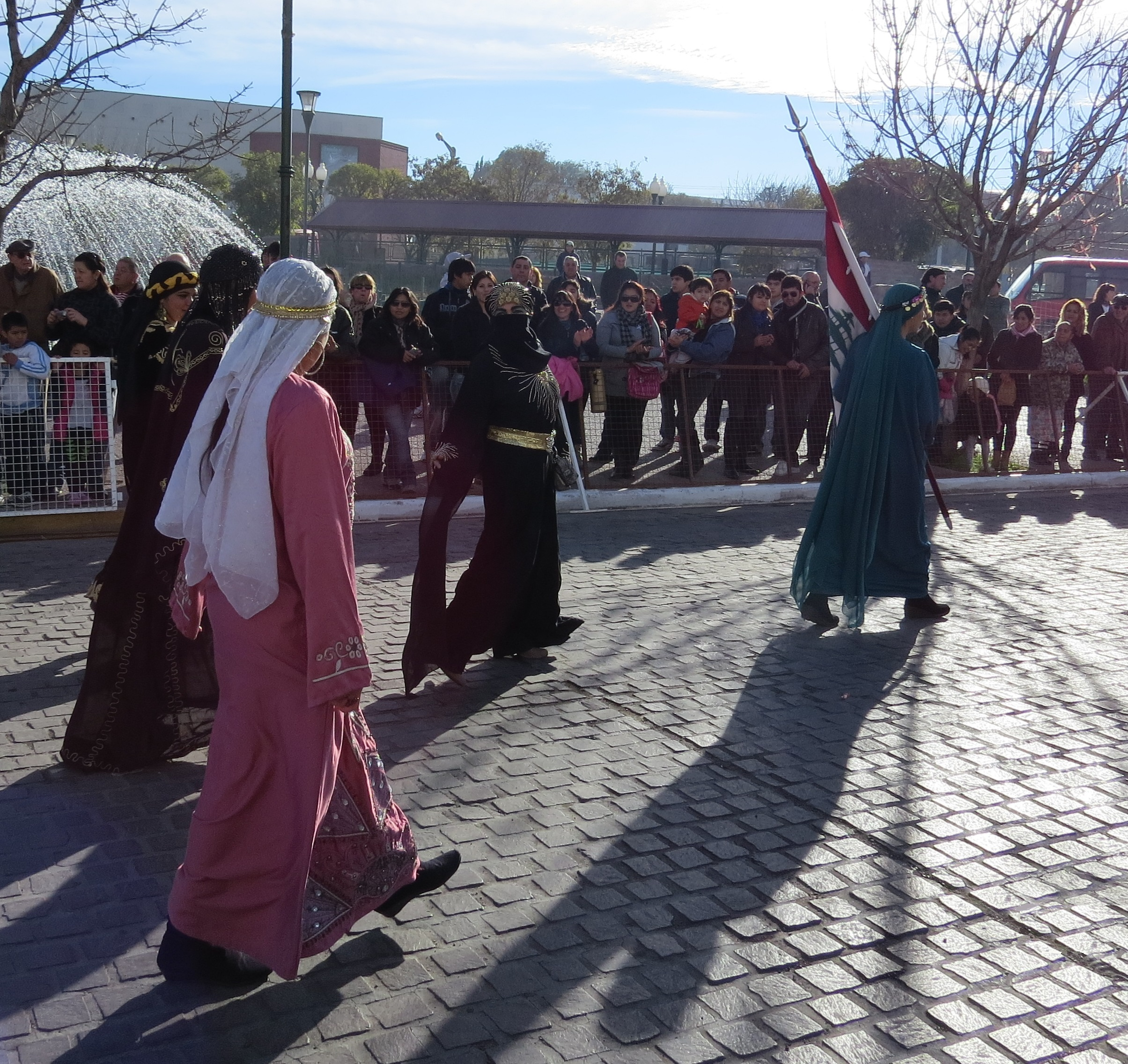
Representantes de la colectividad libanesa de Trelew, provincia del Chubut.

- Argelinos en Argentina
- Egipcios en Argentina
- Iraquíes en Argentina
- Libaneses en Argentina
- Marroquíes en Argentina
- Palestinos en Argentina
- Sirios en Argentina
- Tunecinos en Argentina
- Jordanos en Argentina
- Sauditas en Argentina
- Somalíes en Argentina
- Libios en Argentina
- Yemeníes en Argentina